# Judo la Jocurile Olimpice de vară din 1972
Probele sportive de judo la Jocurile Olimpice de vară din 1972 s-au desfășurat în perioada 31 august - 9 septembrie 1972 la Ringer-Judo-Halle (sala de lupte și judo). Au participat 148 de sportivi din 46 de țări.

## Medaliați
| Probă               | Aur                   | Argint                     | Bronz                      |
| 63 kg detalii       | Takao Kawaguchi (JPN) |                            | Kim Yong-ik (PRK)          |
| 63 kg detalii       | Takao Kawaguchi (JPN) | Jean-Jacques Mounier (FRA) |                            |
| 70 kg detalii       | Toyokazu Nomura (JPN) | Antoni Zajkowski (POL)     | Dietmar Hötger (GDR)       |
| 70 kg detalii       | Toyokazu Nomura (JPN) | Antoni Zajkowski (POL)     | Anatoli Novikov (URS)      |
| 80 kg detalii       | Shinobu Sekine (JPN)  | Oh Seung-lip (KOR)         | Jean-Paul Coche (FRA)      |
| 80 kg detalii       | Shinobu Sekine (JPN)  | Oh Seung-lip (KOR)         | Brian Jacks (GBR)          |
| 93 kg detalii       | Șota Ciocișvili (URS) | David Starbrook (GBR)      | Paul Barth (FRG)           |
| 93 kg detalii       | Șota Ciocișvili (URS) | David Starbrook (GBR)      | Chiaki Ishii (BRA)         |
| +93 kg detalii      | Wim Ruska (NED)       | Klaus Glahn (FRG)          | Motoki Nishimura (JPN)     |
| +93 kg detalii      | Wim Ruska (NED)       | Klaus Glahn (FRG)          | Ghivi Onașvili (URS)       |
| Deschisă kg detalii | Wim Ruska (NED)       | Vitali Kuznețov (URS)      | Jean-Claude Brondani (FRA) |
| Deschisă kg detalii | Wim Ruska (NED)       | Vitali Kuznețov (URS)      | Angelo Parisi (GBR)        |

## Clasament pe medalii
| Loc   | Țară              | Aur | Argint | Bronz | Total |
| ----- | ----------------- | --- | ------ | ----- | ----- |
| 1     | Japonia           | 3   | –      | 1     | 4     |
| 2     | Olanda            | 2   | –      | –     | 2     |
| 3     | Uniunea Sovietică | 1   | 1      | 2     | 4     |
| 4     | Marea Britanie    | –   | 1      | 2     | 3     |
| 5     | Germania de Vest  | –   | 1      | 1     | 2     |
| 6     | Coreea de Sud     | –   | 1      | –     | 1     |
| 6     | Polonia           | –   | 1      | –     | 1     |
| 8     | Franța            | –   | –      | 3     | 3     |
| 9     | Brazilia          | –   | –      | 1     | 1     |
| 9     | Coreea de Nord    | –   | –      | 1     | 1     |
| 9     | Germania de Est   | –   | –      | 1     | 1     |
| Total | Total             | 6   | 5      | 12    | 23    |